# Nervus intercostalis

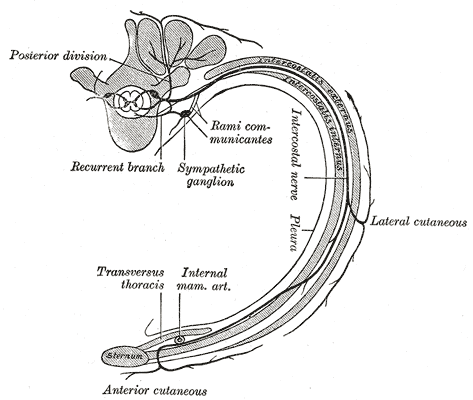
Querschnittschema mit Rückenmark, Nervenwurzel und Nervus intercostalis

Der Nervus intercostalis (deutsch Zwischenrippennerv oder Interkostalnerv; Plural Nervi intercostales) entspricht dem vorderen Ast (Ramus anterior) – bei Tieren unteren Ast (Ramus ventralis) – des jeweiligen Spinalnerven im Bereich der Brustwirbelsäule bzw. des Brustkorbes. Die Anzahl der Interkostalnerven einer Seite entspricht der Zahl der Rippenzwischenräume (Intercostalräume). Beim Menschen sind es also elf auf jeder Seite, die zwischen den zwölf Thorakalwirbeln und den zugehörigen Rippenpaaren verlaufen. Der letzte, unterhalb der 12. Rippe laufende Nerv wird Nervus subcostalis oder Unterrippennerv genannt. Die Zwischenrippennerven versorgen motorisch die Zwischenrippenmuskulatur (Musculi intercostales externi und  interni) und die Bauchmuskulatur sowie sensibel die Haut im Bereich der Brustwand und oberen Bauchwand. Sie verlaufen jeweils mit einer Arterie und einer Vene an der Unterkante (bei Tieren Hinterkante) der entsprechenden Rippe.

## Funktionsausfall
Bei Schädigung eines einzelnen Interkostalnerven kommt es kaum zu klinisch nachweisbaren Störungen, da insbesondere die sensiblen Versorgungsgebiete an der Haut mit den jeweils benachbarten Segmenten überlappen. Die Lähmung der Zwischenrippenmuskulatur bei Schädigung nur eines Interkostalnerv ist klinisch nicht nachvollziehbar, Auffälligkeiten ergeben sich in der Elektromyografie (EMG).
Fallen mehrere nebeneinanderliegende Interkostalnerven aus, kommt es zu einer streifenförmigen – ähnlich der Stellung der Rippen – spiralförmig am Rumpf nach vorn herablaufenden Taubheit der Haut (Hypästhesie entsprechend den Dermatomen) sowie einer Lähmung der zugehörigen Muskeln der Brust- bzw. Bauchwand. Sind mindestens zwei Nerven von einer Schädigung betroffen, können Teile der Bauchwand infolge der Lähmung vorgewölbt sein.
Eine beabsichtigte Störung der Funktion von Interkostalnerven wird durch eine bereits 1929 bekannte Betäubung mit einem in den Interkostalraum eingespritzten Lokalanästhetikum bewirkt, wodurch Schmerzen im Versorgungsgebiet der betreffenden Nerven, etwa bei Intercostalneuralgie oder chirurgischen Maßnahmen am Brustkorb vermindert werden können.

## Schmerzen
Wichtig ist der Begriff der Interkostalneuralgie. Damit werden Schmerzen im Verlauf einzelner dieser Nerven beschrieben. Typisch sind die Nervenschmerzen bei und nach einer Gürtelrose (Herpes zoster).
Der Begriff der Neuralgie wird dabei teilweise zu großzügig verwendet, da es sich oft nicht um einen Nervenschmerz im engeren Sinne handelt, sondern um Schmerzprojektionen bei Nozizeptorschmerzen bei Erkrankungen von knöchernen Strukturen in gleicher Höhe (im Segment).